# Heucourt-Croquoison
Heucourt-Croquoison é uma comuna francesa na região administrativa de Altos da França, no departamento de Somme. Estende-se por uma área de 5 km². Em 2010 a comuna tinha 116 habitantes (densidade: 23,2 hab./km²).